# Karl von Hochwächter
Karl Julius von Hochwächter (geboren am 6. Mai 1845 auf  Haus Fürstenberg; gestorben am 31. Oktober 1926 in Weimar) war ein preußischer Offizier, zuletzt im Rang eines Generalleutnants.

## Leben
Karl von Hochwächter war das jüngste von 3 Kindern von Gustav von Hochwächter aus dessen Ehe mit Agnes von Hochwächter, geborene Nering-Bögel. 1874/75 Premier-Leutnant beim Westfälischen Jäger-Bataillon Nr. 7 zu Bückeburg stationiert, ist von Hochwächter um 1890 als Major und Bataillonskommandeur im 5. Thüringischen Infanterie-Regiment Nr. 94 (Großherzog von Sachsen) belegt. Zuletzt bekleidete er den Rang eines Generalleutnants, 1926 zur Disposition.

## Familie
Karl von Hochwächter schloss am 29. April 1873 in Dresden die Ehe mit Eva Wanda Franziska Bianka von Uechtritz (geboren am 15. September 1847 in Dresden). Aus ihrer Ehe gingen drei Kinder hervor:
1. Wanda Theodore Agnes (geboren am 18. Februar 1874 in Bückeburg)[2]
2. Agnes Brunislawa (geboren am 6. Oktober 1875 in Bückeburg)[2]
3. Hildegard Brunislawa Helene Anna (geboren am 7. Juni 1878 in Oels)[2]